# Vasile Țigănaș
Vasile Țigănaș (ur. 2 lutego 1951) – rumuński zapaśnik walczący w stylu wolnym. Olimpijczyk z Moskwy 1980, gdzie odpadł w eliminacjach w kategorii 82 kg.
Czwarty na mistrzostwach Europy w 1980 roku.
- Turniej w Moskwie 1980

Przegrał z Dzewegijnem Düwczinem z Mongolii i Ismaiłem Abiłowem z Bułgarii.